# Јапанска дијаспора
Јапанску дијаспору, чији се индивидуални чланови називају nikkei (日系) или nikkeijin (日系人), чине Јапански имигранти и њихови потомци који живе у страним државама. Емиграције из Јапана су забележене још у дванаестом веку на Филипинима, али нису постале популарне све до Меиђи периода, када су Јапанци почели да се селе у Америку и на Филипине. Такође је постојао и велики број емиграција на територији Јапанског царства за време колонијалног периода, међутим, велики број емиграната се вратио у Јапан након предаје Јапана и краја Другог светског рата у Азији.
Према подацима Асоцијације за Јапанце у иностранству, тренутно око 3,8 милиона Јапанаца живи ван своје домовине. Највеће заједнице су у Бразилу, САД, на Филипинима, Кини, Канади и Перуу. Потомци емиграната из Меиђи периода идаље формирају значајне заједнице у овим државама и формирају одвојене етничке групе у односу на Јапанце из Јапана. Упркос томе, већина Јапанаца ван Јапана је асимилована у локално друштво.
Министарство спољних послова је 2018. поднело извештај у коме говори да су пет држава са највећим бројем Јапанаца Сједињене Америчке Државе (426.206), Кина (124,162), Аустралија (97,223), Тајланд (72,754) и Канада (70,025).

## Терминологија
Термин nikkei је изведен из термина nikkeijin (日系人) на Јапанском и користи се за означавање Јапанаца који су емигрирали из Јапана и њихових потомака. Емиграција се односи само на трајне пресељенике. Ове групе се диференцирају терминима issei (емигранти прве генерације), nisei (емигранти друге генерације), sansei (емигранти треће генерације) i yonsei (емигранти четврте генерације). Овај термин се може, али не мора примењивати на онима који идаље имају Јапанско држављанство. Употреба термина такође може зависити од перспективе. Јапанска влада их дефинише у складу са држављанством и могућношћу да докажу Јапанско порекло све до треће генерације - четврта генерација се легално не разликује у Јапану од било ког другог странца. Са друге стране, у Сједињеним Државама и другим местима где су nikkeijin развили сопствене заједнице и идентитете, прва генерација емиграната углавном бива укључивана, без обзира на држављанство које је мање важно од преданости локалној заједници.
Discover nikkei, пројекат који води Јапанско Амерички Национални Музеј је дефинисао nikkei на следећи начин:
Говоримо о nikkei - Јапанским емигрантима и њиховим потомцима који су формирали заједнице широм света.
Термин nikkei има више различитих значења у зависности од ситуације, места и окружења. Nikkei такође укључујује и људе мешаног расног порекла који себе дефинишу као nikkei. Јапанци такође користе овај термин за емигранте и њихове потомке који су се вратили у Јапан. Велики број ових људи живе у блиским заједницама и задржавају идентитете различите од изворних Јапанаца.

## Рана историја
Јапанци су живели у иностранству барем од шестнаестог века. Након што је Португалско царство остварило контакт са Јапаном 1543, започела је трговина робова где су Португалци куповали Јапанце као робове, а затим их продавали у другим деловима света, укључујући и Португалију, током шестнаестог и седамнаестог века. Многа документа указују на велику трговину робовима као и на протесте против поробљавања Јапанаца. Верује се да су јапански робови били први из њихове нације који су доспели у Европу. Португалци су купили и велики број Јапанских девојака које би биле коришћене у сексуалне сврхе, што је документовала Црква 1555. Ову праску је забранио 1571. краљ Себастијан јер се плашио да је имала негативног утицаја на покушаје Католичке црвке да преобрати народе у своју веру.
Луис Церкера, Португалски језуит, пријавио је у документу из 1598. године да су Јапанске жене продаване као конкубине Афричким и Европским члановима посаде на португалским бродовима који су трговали са Јапаном. Јапански робови су одвођени у Макао од стране Португалаца, неки од њих су били робови Португалцима, али су други робови могли да их купе. Дакле, Португалци су могли да имају Афричке или Малејске робове, који су даље могли да поседују Јапанске робове.
Од петнаестог па све до почетка седамнаестог века, Јапански морепловци путовали су до Кине и других југоисточно Азијских земаља, и у неким случајевима оснивали су прве јапанске градове ван Јапана. Ово се завршило 1640-их, када је Токугава шогунат забранио свима да излазе из земље, као и онима који су већ били у иностранству да се врате. Овај режим је укинут тек после више од двеста година. Ове рестрикције ублажене су тек када је Јапан започео дипломатске односе са западом.
Пре 1885, врло мали број Јапанаца је емигрирао из земље, делом зато што Меиђи влада није дозвољавала емиграцију зато што није била довољно јака политички да брани Јапанце у иностранству, и зато што је сматрала да би присуство јапанске радне снаге у иностранству угрозило њене покушаје да промени нефер услове пактова које је потписала. Један изузетак овога су 153 радника која су емигрирала у Гуам као и на Хавајима 1868. године. Део ове групе није се вратио у Јапан након истека уговора о раду, и тако основао срж јапанске nikkei заједнице у овим државама. 1885, Меиђи влада се окренула званично спонзорисаним емиграционим програмима да би смањила притисак узрокован пренасељеношћу и ефеката Matsukata deflacije у руралним крајевима. Током следеће деценије, влада је била тесно умешана у селекцију и едукацију пре поласка емиграната. Јапанска влада је желела да Јапанци поштују манире у иностранству, што би показало свету да је Јапан префињена држава која заслужује поштовање. Средином 1890-их, имиграционе компаније које нису спонзороване од стране државе почеле су да преовлађују процесом регрутовања емиграната, али је владина идеологија идаље утицала на емиграционе обрасце.

## Азија

### До 1945.
Емиграције Јапанаца забележене су чак у дванаестом веку на Филипинима. Рана Јапанска насеља укључивала су она на Лингајен заливу, Манили, на обалама Илокоса и на Висајским острвима када су Филипини били под Шривиџаја i Маџапахит царствима. У шестнаестом веку настало је насеље на Ајитахаји, на Тајланду, а у раном седамнаестом веку Јапански досељеници први пут су забележени на територији Холандске Индије, садашње Индонезије. Током шестнаестог и седамнаестог века, хиљаде трговаца из Јапана емигрирали су на Филипине, где су били асимиловани са локалном популацијом.
Током ере Америчког колонијализма на Филипинима, број јапанских радника који су радили на плантажама толико је порастао да је у двадесетом веку, град Давао постао познат под називом Мали Јапан (Ko Nippon Koku) са јапанском школом и Шинто светилиштем. Такође постоји и популарни ресторан са називом "The Japanese Tunnel" који садржи прави тунел који су Јапанци ископали за време рата.
Постојао је и велики број емиграција на Територијама Јапанског царства за време колонијалног периода, укључујући Кореју, Тајван, Манџурију и Карафуто.
Године 1938., око 309,000 Јапанаца је живело на Тајвану. До почетка Другог светског рата, било је више од 850.000 Јапанаца у Кореји и више од 2 милиона у Кини.
Током цензуса у децембру 1939. године, укупна популација Јужно-пацифичког мандата је била 129,104, од чега су 77.257 чинили Јапанци. До децембра 1941, Сајпан је имао популацију вишу од 30.000 људи, од чега је било 25.000 Јапанаца.

### Након 1945.
Након Другог светског рата, већина Јапанаца се вратила у Јапан. Савезне силе вратиле су преко 6 милиона Јапанаца из колонија и бојних поља широм Азије. Врло мали број је остао у иностранству, углавном против своје воље, што је био случај са сирочићима у Кини или ратним затвореницима ухваћених од стране Црвене армије. За време 50-их и 60-их година прошлог века, око 6.000 Јапанаца пратило је корејске супружнике који су се враћали у Северну Кореју, док је око 27.000 ратних затвореника послато тамо од стране Совјетског Савеза.
Постоји заједница од Јапанског народа који живи у Хонг Конгу која је већински састављена од исељеничких бизнисмена. Око 4,000 Јапанаца живи у Индији, и они су углавном инжењери и извршиоци у компанијама и налазе се углавном у Халидији, Бангалору и Колкати.

## Америке
Људи су из Јапана почели да емигрирају у Сједињене Државе и Канаду у великом броју након политичких, културалних, и социјалних промена које су дошле из Меиђи рестаурације 1868. године. У Канади су се развиле мале вишегенерацијске заједнице Јапанаца који су се привикли на живот ван Јапана. У Сједињеним Државама, посебно након Акта о искључењу Кинеза донетом 1882. године, Јапански имигранти били су тражени од стране Америчких индустријалиста да замене кинеске имигранте. На почетку двадесетог века, забринутост због све већег раста јефтине Јапанске радне снаге у Калифорнији дошла је до врхунца када је 1906. године, школски савет Сан Франциска забранио јапанској деци да похађа редовне јавне школе. Председник Рузвелт је интервенисао да би смирио ситуацију, али само уз обећање да ће бити придузете мере да се смањи имиграција Јапанаца.
Јапанска дијаспора била је посебна по недостатку емиграција током друге половине двадесетог века.
Када су рестрикције о улажењу у Сједињене државе почеле да се примењују, видимо пораст у нивоу емиграција Јапанаца у Латинску Америку. Мексико је био прва држава која је примила Јапанске емигранте 1897. године, када је првих 35 људи дошло у Чипас да ради на плантажама кафе.Јапански емигранти долазили су у малим бројевима током раног двадесетог века. Јапански бразилијанци су највећа Јапанска етничка заједница ван Јапана (око 1,2 милиона, у поређењу са 1,5 милиона у Сједињеним Државама).
Перуански Јапанци чине још једну битну етничку заједницу Јапанаца са око 6,000 issei и око100,000 Јапанских потомака, са бившим председником Алберто Фуђиморијем као једним од најпознатијих.
Јапанска Колумбијска заједница је мигрирала између 1929. и 1935. године у три таласа. Њихова заједница је посебна по томе што се опире свим унутрашњим конфликтима у Колумбији за време 1950-их.

## Европа
Јапанци у Британији формирају највећу јапанску заједницу у Европи са преко 100.000 људи који живе у Уједињеном Краљевству (већина је у Лондону). У последњих пар година, пуно младих Јапанаца емигрира из Јапана у Британију са намером да искусе њихову културу и постану успешни уметници у Лондону.
Постоји такође и мали број Јапанаца у Русији чије наслеђе датира још из периода када су обе земље делиле територије Сахалина и Курилска оствра. Према руском попису становништва из 2002. године, у Русији има 835. људи који тврде да су јапанског порекла.

## Океанија
Рани Јапански емигранти живели су у Бруму, на западу Аустралије, и углавном су се бавили скупљањем бисера из мора. У задњих пар година, емиграција младих из Јапана, претежно жена, у Аустралију је у порасту. Такође постоји мала заједница Јапанаца на Новом Зеланду.